# Jascha Heifetz
Jascha Heifetz (pron: ˈhaɪfɪts; Vilnius, 2 febbraio 1901 – Los Angeles, 10 dicembre 1987) è stato un violinista russo naturalizzato statunitense, considerato tra i più grandi interpreti del Novecento per la sua tecnica brillante e il suo virtuosismo.

## Biografia

### I primi anni

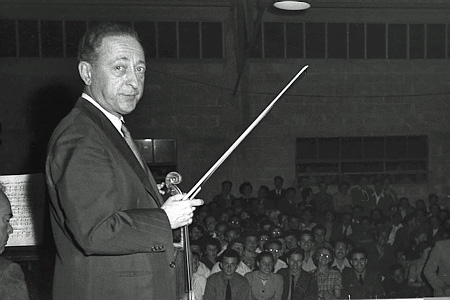
Jascha Heifetz nel 1953

Heifetz nacque a Vilnius, che allora faceva parte dell'Impero russo, in una famiglia ebrea. Il padre Reuven era un insegnante di violino del luogo e ricoprì il ruolo di primo violino di spalla nell'Orchestra del Teatro di Vilnius per una stagione prima che il teatro chiudesse.
Il giovane Jascha cominciò a studiare violino sotto la guida del padre; nelle sue stesse parole: «Ho iniziato a suonare il violino a 3 anni [...] . Da allora non ho mai smesso».  A 5 anni cominciò a prendere lezioni da Ilya Malkin, un allievo di Leopold Auer. Heifetz fu un bambino prodigio, che fece il suo debutto ufficiale all'età di 8 anni il 2 maggio 1909 a Kovno suonando il Concerto di Mendelssohn e la Fantasia sul Faust di Pablo de Sarasate.
Dal 1910 proseguì gli studi al Conservatorio di San Pietroburgo, prima con Ovanes Nalbandian (assistente di Leopold Auer) e dal 1911 direttamente sotto la guida di Auer. Auer disse di lui: «La sua genialità mi meraviglia [...] in 50 anni che insegno violino non ho mai visto una tale precocità».
Durante il suo primo tour europeo, Heifetz si esibì in occasione del suo debutto a Berlino davanti a Fritz Kreisler (uno dei suoi idoli), Carl Flesch, Hugo Heermann e Willy Hess. Kreisler, dopo averlo ascoltato eseguire il Concerto di Mendelssohn, disse ai presenti «Potremmo anche prendere i nostri violini e romperli sulle ginocchia!». Nella stessa occasione Heifetz duettò con Kreisler al pianoforte per eseguire Schön Rosmarin. A Berlino fece anche il suo debutto con i Berliner Philharmoniker eseguendo il Concerto di Tchaikovsky sotto la direzione di Arthur Nikisch, ottenendo un sensazionale successo.

Allo scoppiare della prima guerra mondiale, Heifetz, appena tredicenne, era già una celebrità mondiale. 

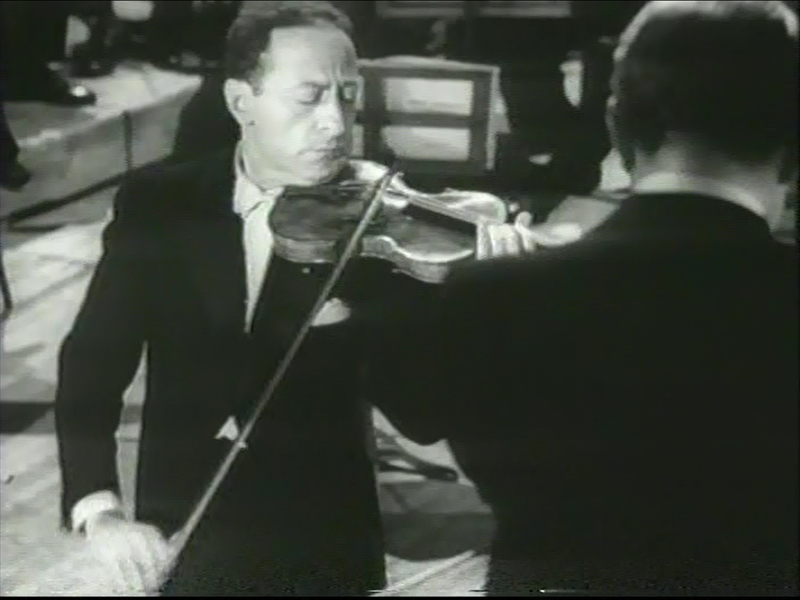
Jascha Heifetz alla Carnegie Hall nel 1947

### Trasferimento negli Stati Uniti
Ai primi segnali della Rivoluzione Russa la famiglia Heifetz decise di emigrare in America, dove Jascha aveva già avuto inviti ad esibirsi. Giunsero a New York nell'agosto 1917 dopo un lungo viaggio (avevano attraversato l'Impero Russo in treno, erano giunti in nave a San Francisco e nuovamente in treno avevano percorso da costa a costa degli Stati Uniti). Ottenne la cittadinanza statunitense nel 1925.
Il 27 ottobre 1917 Heifetz tenne il suo debutto davanti al pubblico americano, accompagnato dal pianista André Benoist. Il recital di quella sera alla Carnegie Hall fu l'emblema della leggenda che Heifetz sarebbe diventato nel corso della sua carriera. Tra i protagonisti della vita musicale americana del tempo che parteciparono tra il pubblico ricordiamo ancora Kreisler, Maud Powell, Franz Kneisel, David Mannes, Mischa Elman e Leopold Godowsky.
Al trionfo della serata seguì una carriera internazionale durata oltre mezzo secolo, nel corso della quale apparse sui principali palcoscenici di tutto il mondo. In Italia si esibì tra l'altro al Teatro La Fenice di Venezia e al Teatro alla Scala.
Durante la Seconda guerra mondiale fu molto attivo nel suonare per le truppe americane. Nel maggio 1945, invitato dal generale Omar Bradley ad esibirsi presso il Comando militare americano in Germania, divenne protagonista di un divertente episodio. Poche settimane prima Bradley era stato invitato dal generale Ivan Stepanovič Konev all'esibizione di un gruppo di danzatori russi. Konev aveva fatto notare che tutti componenti del gruppo erano soldati dell'Armata Rossa. Per rendere la pariglia al sovietico, Bradley, quando toccò a lui invitare Konev, fece giungere da Parigi Heifetz. Dopo l'esibizione di Heifetz, non riconosciuto da Konev, il generale sovietico, incantato dalla esecuzione, esclamò: "Magnifico!". Bradley con noncuranza rispose: "Oh, nulla di speciale! È uno dei nostri soldati!".
Nel 1947 prese parte al film Sinfonie eterne.
Nel 1949 Heifetz, assieme ad altri musicisti ebrei come Horowitz, Rubinstein e Pjatigorskij, fu tra i firmatari di una lettera di protesta contro la nomina di Wilhelm Furtwängler alla guida della Chicago Symphony Orchestra. L'orchestra conseguentemente ritirò l'offerta a Furtwängler e nominò Rafael Kubelik.
Heifetz iniziò a diradare le sue apparizioni pubbliche solo dopo il 1956. Nel 1958 un incidente domestico gli causò una frattura all'anca destra e durante la degenza contrasse un'infezione da stafilococco che per poco non gli fu fatale.
Nel 1962 vinse il suo primo Grammy Award.

### Gli ultimi anni

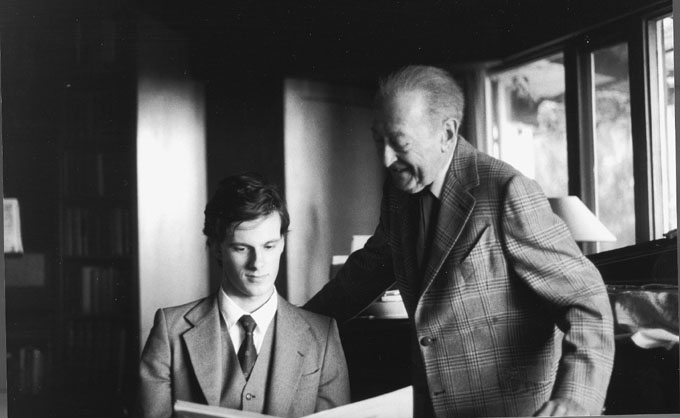
Heifetz e Koelman a Los Angeles nel 1979.

L'ultimo recital di Heifetz risale al 23 ottobre 1972 al Dorothy Chandler Pavilion di Los Angeles, in occasione di un concerto di beneficenza. Già allora soffriva di una grave forma di artrite, motivo per cui si sottopose nello stesso anno ad un'operazione alla spalla destra. Visto l'esito solo parzialmente soddisfacente dell'operazione si ritirò definitivamente dalla scena concertistica.
In seguito si dedicò esclusivamente all'insegnamento presso l'Università della California, la University of Southern California e anche privatamente nella sua casa a Beverly Hills. Tra i suoi studenti più illustri ricordiamo Eugene Fodor, Erick Friedman, Pierre Amoyal e Rudolf Koelman.
Si spense durante la degenza in ospedale a Los Angeles, all'età di 86 anni, il 10 dicembre 1987 in seguito a una caduta in casa.

## Vita privata
Ebbe due matrimoni, entrambi finiti col divorzio. Si sposò per la prima volta nel 1928 con Florence Vidor, diva del cinema muto ed ex-moglie di King Vidor. La coppia, che divorziò nel 1946, ebbe due figli: Josefa (1930) e Robert (1932-2001). Dal secondo matrimonio, con Frances Spiegelberg dal 1947 al 1963, nacque Joseph "Jay".

## Repertorio

### Solistico
Heifetz ebbe un repertorio vastissimo, che includeva praticamente tutti i grandi concerti per violino e orchestra. Contribuì significativamente in questo senso a orientare il gusto del pubblico per buona parte del XX secolo.
Si contano svariate decine (e in alcuni casi oltre un centinaio) di esecuzioni dei concerti di Mendelssohn, Beethoven, Brahms, Tchaikovsky, Sibelius, Wieniakwsi (n. 2), Mozart (n. 4 e 5), Prokofiev (n. 2), Glazunov, Bruch (entrambi i concerti e la Schottische Fantasie, quest'ultima tra i suoi pezzi preferiti), Paganini (n. 1), Lalo (Sinfonia Spagnola), Vieuxtemps (n. 4 e 5). Eseguì comunque molti altri concerti, tra cui entrambi quelli di Bach, Spohr (n. 8) e Saint-Saëns (n. 3).
Curiosamente, esibendosi molto spesso in recital dove era accompagnato dal pianoforte, eseguì frequentemente molti di questi concerti per violino e orchestra anche con l'accompagnamento del solo pianoforte (fanno eccezione i concerti di Brahms, Beethoven, Sibelius, Prokofiev, Elgar e Bach). In particolare eseguì con pianoforte il Concerto in la maggiore di Mozart in ben 157 circostanze.

### Musica da camera
Heifetz fu molto attivo anche in ambito cameristico, cosa non così frequente per i solisti di quel tempo.
Si esibiva molto frequentemente in recital con pianoforte, tra i suoi più fidati pianisti ricordiamo Brooks Smith, Ayke Agus e Emmanuel Bay. Oltre a numerosi pezzi di bravura e le già menzionate riduzioni per violino e pianoforte dei concerti solistici, il suo repertorio comprendeva anche molte sonate per violino e pianoforte (integrale delle sonate di Beethoven, le tre sonate di Brahms, alcune sonate di Mozart, le sonate di Debussy, Strauss, Franck, Respighi, le sonate n. 2 e 3 di Grieg, la prima sonata di Saint-Saëns, la prima sonata di Fauré, entrambe le sonate di Ernest Bloch,
Formò un famoso trio con Arthur Rubinstein e Gregory Piatigorsky. Tra gli altri musicisti con cui collaborò frequentemente il violista William Primrose, il violoncellista Emanuel Feuermann e il pianista Wilhelm Kapell.

### Commissioni e prime assolute
Fu in rapporti amichevoli con influenti compositori del Novecento, tra cui Mario Castelnuovo-Tedesco, William Walton, Ernest Bloch, Darius Milhaud e conobbe Shostakovich, Stravinsky, Schoenberg e Sibelius. Contribuì con varie commissioni e prime esecuzioni ad ampliare notevolmente il repertorio violinistico. Un breve elenco non esaustivo di contributi in tal senso.
- Prima esecuzione assoluta del Concerto per violino e orchestra n. 2 di Mario Castelnuovo-Tedesco (dedicato ad Heifetz) nell'aprile 1933 alla Carnegie Hall, con la New York Philharmonic diretta da Arturo Toscanini.[9]
- Prima registrazione mondiale del Concerto per violino e orchestra di Sibelius nel 1935 con la London Philharmonic Orchestra diretta da Sir Thomas Beecham.[10]
- Commissione nel 1936 del Concerto per violino e orchestra di William Walton. Prima esecuzione assoluta il 7 dicembre 1939 alla Severance Hall di Cleveland con l'Orchestra di Cleveland diretta da Artur Rodziński.[11]
- Prima esecuzione americana del Concerto per violino e orchestra n. 2 di Sergei Prokofiev nel 1937.
- Commissione nel 1939 a Castelnuovo-Tedesco anche del suo Concerto per violino e pianoforte n. 3, che però non eseguì mai (prima esecuzione nel 2016).[12][13]
- Commissione del Concerto per violino e orchestra di Louis Gruenberg. Prima esecuzione assoluta nel 1944 con la Philadelphia Orchestra diretta da Eugene Ormandy.
- Commissione della Fantasia su Carmen di Franz Waxman. Prima esecuzione il 9 settembre 1946 alla trasmissione radiofonica "The Bell Telephone Hour".[14]
- Prima esecuzione assoluta del Concerto per violino e orchestra di Erich Korngold il 15 febbraio 1947 con la Saint Louis Symphony diretta da Vladimir Golschmann.
- Commissione del Concerto per violino e orchestra di Miklós Rózsa. Prima esecuzione assoluta il 15 gennaio 1956 a Dallas, con la Dallas Symphony Orchestra diretta da Walter Hendl.

Di molti fra questi brani Heifetz produsse anche la prima registrazione mondiale.

### Trascrizioni
Heifetz compose inoltre numerose trascrizioni e parafrasi per violino e pianoforte, portando spesso al successo brani che tuttora rimangono grandi classici del repertorio. Tra le più celebri sue trascrizioni, che includeva spesso come bis dei suoi concerti, ricordiamo senz'altro Estrellita del compositore messicano Manuel Ponce (la sua prima trascrzione, del 1928), Hora Staccato di Grigoras Dinicu (1930) e le trascrizioni dei 3 Preludi (1942) e Porgy and Bess (1944) di Gershwin, che di Heifetz fu caro amico.
Nelle sue trascrizioni si apprezzano anche le elaborate parti pianistiche, da cui traspare chiaramente l'abilità pianistica di Heifetz (testimoniata da tutti i pianisti che lo accompagnarono nei numerosi concerti).

## Strumenti
Heifetz possedette o suonò in diverse fasi della carriera vari strumenti: tre Stradivari (il "Delfino" del 1714, il "Piel" del 1731 e uno del 1734), un Carlo Tononi del 1736 (con cui debuttò alla Carnegie Hall nel 1917), due Guarneri del Gesù (uno del 1740 ed uno del 1742, su cui Ferdinand David aveva eseguito in prima assoluta il concerto per violino di Felix Mendelssohn), e un Giovanni Battista Guadagnini del 1742.

## Discografia parziale
Dei suoi 53 album sono da ricordare in particolare:
- Bach, Sonatas & Partitas - Jascha Heifetz, 1988 BMG/RCA
- Bach: Concerto for Two Violins - Mozart: Sinfonia Concertante - Brahms: Double Concerto - Jascha Heifetz/New Symphony Orchestra of London/RCA Victor Symphony Orchestra/Sir Malcolm Sargent, 1957/1961 BMG/RCA
- Beethoven, Concerto for Violin in D major, Op. 61 - Heifetz/Toscanini/NBC Symphony Orchestra, 1940 Victor - Grammy Hall of Fame Award 1996
- Beethoven/Kodály, Serenade, Op. 8/Duo, Op. 7 - Heifetz/Piatigorsky, 1961 Sony - Grammy Award for Best Chamber Music Performance 1962
- The Heifetz-Piatigorsky Concerts With Primrose, Pennario and Guests - Heifetz/Piatigorsky/Primrose, RCA - Grammy Award for Best Chamber Music Performance 1963
- Beethoven: Trio, Op. 1, No. 1, in E-Flat - Heifetz/Piatigorsky - Grammy Award for Best Chamber Music Performance 1965
- Beethoven: Trio in E-Flat, Op. 3 - Jascha Heifetz/Gregor Piatigorsky/William Primrose, 1958 Sony/RCA
- Beethoven: Trio, Op. 9, No. 2, Bach: Sinfonia No. 4, 9, 3, Schubert: Trio No. 2 - Jascha Heifetz/Gregor Piatigorsky/William Primrose, 1961 Sony/RCA
- Beethoven: Sonata in D, Op. 12, No. 1; Sonata in A, Op. 12, No. 2 - Jascha Heifetz/Emanuel Bay, 1950 Sony/RCA
- Beethoven: Sonata No. 5, Op. 24 "Spring" in F - Mozart: Sonata No. 8, in C, K. 296 - Jascha Heifetz, 1950 Sony/RCA
- Beethoven: Sonata No. 9 in A, Op. 47 "Kreutzer" - Jascha Heifetz/Benno Moiseiwitsch, 1952 Sony/RCA
- Beethoven: Violin Sonata No. 7 in C Minor - Schubert: Violin Sonatina in G Minor - Bach: Partita No. 2 in D Minor, Chaconne - Jascha Heifetz, Sony/RCA
- Beethoven: Piano Trio "Archduke" - Schubert: Piano Trio No. 1 - Arthur Rubinstein/Emanuel Feuermann/Jascha Heifetz, BMG
- Beethoven: Violin Concerto - Mendelssohn: Violin Concerto - Jascha Heifetz/Boston Symphony Orchestra/Charles Münch, 1998 BMG/RCA
- Brahms: Violin Concerto, Op. 77 In D - Jascha Heifetz, 1972 BMG/RCA
- Bruch: Violin Concerto No. 1 in G Minor, Op. 26; Mozart: Violin Concertos No. 4 in D Major, K.218 & No. 5 in A Major, K.219 - Jascha Heifetz/New Symphony Orchestra of London/Sir Malcolm Sargent, 1962/1963 Sony
- Dvorak: Piano Quintet in A - Benjamin: Romantic Fantasy - Toch: Divertimento No. 2 - Jascha Heifetz, Sony/RCA
- Elgar: Violin Concerto in B Minor, Op. 61 - Jascha Heifetz/London Symphony Orchestra/Sir Malcolm Sargent, 1950 Sony/RCA
- Franck: Quintet in F Minor - Brahms: Sextet, Op. 36, in G - Jascha Heifetz/Gregor Piatigorsky/Israel Baker/William Primrose, 1963 Sony
- Mendelssohn & Bruch: Violin Concertos - Jascha Heifetz/New Symphony Orchestra of London/Boston Symphony Orchestra, Sony
- Mozart: Divertimento, K. 563, in E-Flat, Duo No. 2, K. 424, in B-Flat - Handel: Harpsichord Suite No. 7 in G Minor - Jascha Heifetz, 1954 Sony/RCA
- Mozart: Violin Concerto No. 5 in A, K. 219 "Turkish" - Beethoven: Romance 1 & 2 - Jascha Heifetz,  1954 Sony/RCA
- Ravel: Trio in A Minor - Mendelssohn: Trio No. 1 in D Minor, Op. 49 - Jascha Heifetz, 1950 BMG/RCA
- Respighi: Sonata in B Minor - Debussy: Sonata No. 3 in G Minor - Jascha Heifetz/Emanuel Bay, 1972 BMG
- Rosza: Violin Concerto, Op. 24 - Spohr: Violin Concerto No. 8, Op. 47 in A Minor - Tchaikovsky: Sérénade mélancolique, Op. 26 - Jascha Heifetz/Dallas Symphony Orchestra/Izler Solomon/RCA Victor Symphony Orchestra/Walter Hendl, 1956 Sony/RCA
- Schubert: Trio No. 1, in B-Flat Major, Op. 99 - Jascha Heifetz, 1951 Sony/RCA
- Sibelius, Tchaikovsky, Glazunov: Violin Concertos - Jascha Heifetz/London Philharmonic Orchestra, EMI
- Spohr: Double Quartet in D Minor, Op. 65 - Dvorak: Trio in E Minor, Op. 90 "Dumky" - Jascha Heifetz, 1969 Sony/RCA
- Tchaikovsky: Violin Concerto in D, Op. 35 - EP - Jascha Heifetz/Chicago Symphony Orchestra/Fritz Reiner, 1956 Sony
- Tchaikovsky: Violin Concerto in D, Op. 35 - Sinding: Suite in A Minor, Op. 10 - Ravel: Tzigane - Jascha Heifetz, 1955 Sony/RCA
- Tchaikovsky: Trio in A Minor, Op. 50 - Jascha Heifetz, 1950 BMG/RCA
- Tedesco: Violin Concerto No. 2, Op. 66 "I profeti" - Strauss: Sonata, Op. 18, in E-Flat - Jascha Heifetz/Alfred Wallenstein/Los Angeles Philharmonic, 1956 Sony/RCA
- Vieuxtemps: Violin Concerto No. 5 in A Minor, Op. 37, Bruch: Scottish Fantasy, Op. 46 - Jascha Heifetz/New Symphony Orchestra of London/Sir Malcolm Sargent, 1962 Sony
- The Heifetz Collection - Heifetz - RCA/BMG - Grammy Award for Best Historical Album 1996
- Heifetz, Original Jacket Collection - Jascha Heifetz/Alfred Wallenstein/Daniel Guss/Walter Hendl/Fritz Reiner/Thornton Lofthouse/Los Angeles Philharmonic/Chicago Symphony Orchestra/Dallas Symphony Orchestra/RCA Victor Symphony Orchestra/Donald Voorhees/Chamber Orchestra/Charles Münch/Izler Solomon/Gregor Piatigorsky/Boston Symphony Orchestra/William Primrose/Brooks Smith/Sir Malcolm Sargent/New Symphony Orchestra of London/Erick Friedman/Osian Ellis/John Newton, 1946/1963 SONY BMG
- Heifetz, Greatest Hits - Jascha Heifetz/Los Angeles Philharmonic/Chicago Symphony Orchestra/RCA Victor Symphony Orchestra/New Symphony Orchestra of London, 1934/1965 Sony
- Heifetz, It Ain't Necessarily So - Legendary Classic and Jazz Studio Takes - Jascha Heifetz, Deutsche Grammophon
- Heifetz, Korngold/Rózsa/Waxman - Jascha Heifetz, 1988 BMG/RCA
- The Very Best of Jascha Heifetz - EMI
- Heifetz Rediscovered - Grieg: Sonata No. 3 in C Minor, Op. 45 - Brahms: Sonata No. 1 in G, Op. 78 - Jascha Heifetz, Sony/RCA

## Filmografia
- Armonie di gioventù, regia di Archie Mayo (1939)
- Sinfonie eterne, regia di Edgar G. Ulmer (1947)